# Château de Monthelon (Montréal)
Pour les articles homonymes, voir Château de Monthelon.
Le château de Monthelon se situe sur la commune de Montréal, à environ 2,5 km au nord-est du village, dans le département de l'Yonne (France) entre Paris et Lyon. C'est un domaine privé où se trouve l'association du château de Monthelon qui fonctionne en résidence d'artistes.

## Histoire du château[1]
Les premières mentions de ce château datent du VIIIe siècle. Au IXe siècle, le Château de Monthelon est un village nommé Montis-Alo. Au XIIIe siècle, c'est un manoir seigneurial qui appartient à Henri, bailli de Montréal. Il est détruit à l'époque des Croisades. Il est reconstruit au XIVe siècle et appartient alors à Robert de Sermizelles, puis Robert de Monteplain, avant de revenir aux mains du gruyer de Montréal à la fin du siècle. Le château est à nouveau détruit pendant la révolution (1789-1795), avant de servir de ferme à la famille en Denèvre à la fin du XIXe siècle. 
C'est à partir de la fin de la seconde guerre mondiale que commence la reconstruction du château. Il est tour à tour un orphelinat, une colonie de vacances, avant de devenir, en 1989, ce qu'il est aujourd'hui : un centre de recherche et de création artistique.

## Espace de création
L'association du Château de Monthelon a été créée en 2009. Elle a pour but de "soutenir par tout moyen la création et la recherche artistique ; soutenir la création d’œuvres d'art, notamment de spectacles vivants, destinés à être présentés au public ; soutenir la recherche de toute personne en matière de cirque contemporain : artistes, techniciens, universitaires, historiens, écrivains, etc ; trouver les financements et accompagner les résidences qui se déroulent au Château de Monthelon ; celles-ci sont destinées à la recherche, à la création, au développement et à la réalisation d'idées et de projets (artistiques, scientifiques, économiques, sociaux et politiques), à l'échange d'expériences créatrices et à l'ouverture sur de nouveaux genres, il est important de préciser que, dans ce cadre, le processus prime sur le résultat, ces résidences s'adressent aux individuels comme aux groupes (associations, compagnies...) ; maintenir au Château de Monthelon un environnement propice à encourager le processus créatif".

## Résidence d'artistes
Le cœur des activités du Château de Monthelon est la résidence d'artistes. Il accueille chaque année environ 200 artistes de toutes disciplines venus de France mais aussi beaucoup de l'étranger (Chili, Finlande, Canada, Danemark...) Les périodes de résidences vont de quelques jours à plusieurs mois et se déroulent tout au long de l'année. Des sorties de résidence, ouvertes au public, peuvent avoir lieu.

## Rencontres culturelles
Les "Rencontres de Monthelon" sont également organisées chaque année. Cet événement estival existe depuis 2005. Pendant les trois derniers jours du mois de juillet, des artistes venus en résidence en cours d'année présentent leurs spectacles ou des étapes de travail.
L'association du Château de Monthelon s'investit également dans l'action culturelle de territoire. Forte du creuset d'artistes installés aux alentours, l'association du château de Monthelon propose régulièrement des interventions auprès de partenaires locaux (écoles, collèges, foyer pour personnes handicapées, centre de détention...)